# Dobó László (politikus)
Dobó László Géza (Szeged, 1976. március 17. –) magyar politikus, országgyűlési képviselő.

## Életpályája
Egyetemi tanulmányait a József Attila Tudományegyetem Jogtudományi Karán végezte el. 2001-től a Szegedi Sportlétesítmény Beruházó és Hasznosító Kft. ügyvezető igazgatója.

### Politikai pályafutása
1999–2005 között a Fidelitas alelnöke volt. 1998-ban és 2006-ban országgyűlési képviselőjelölt volt. 1998–2006 között szegedi önkormányzati képviselő, az ifjúsági és sportbizottság elnöke volt. 2001–2007 között a Fidesz országos választmányának alelnöke volt. 2002–2006 között országgyűlési képviselő (Bács-Kiskun megye) volt. 2002–2006 között a Honvédelmi bizottság tagja volt.